# 280P/Larsen
280P/Larsen est une comète périodique du système solaire, découverte le 19 avril 2004 par Jeffrey A. Larsen.